# Reederei Oskar Wehr

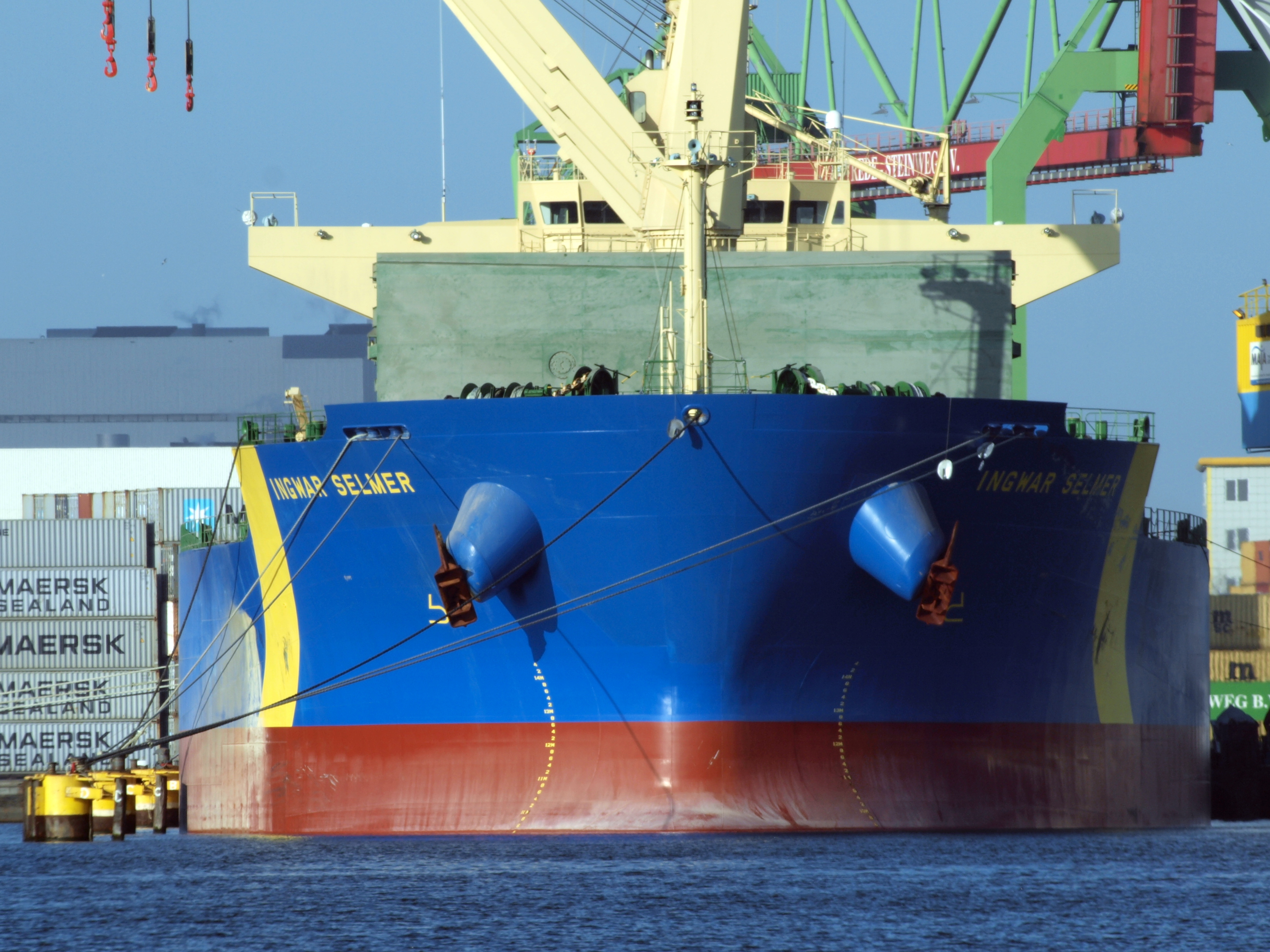
Die Ingwar Selmer mit dem reedereitypischen gelben „Rallystreifen“

Die Reederei Oskar Wehr mit Sitz in Hamburg wird seit über 60 Jahren betrieben.

## Einzelheiten
Die Reederei geht auf den 1921 in Koblenz geborenen Oskar Wehr zurück. Nach Lehrjahren in der Küstenschifffahrt machte er 1943 das Patent A5 und gründete 1945 seine eigene Reederei. Das erste Schiff war der 1906 gebaute und 1945 nach Bombentreffer in Hamburg gesunkene Motorsegler Anne. Das Schiff wurde 1945 zunächst erworben und gehoben, bis 1947 instand gesetzt und danach in der Küstenschifffahrt beschäftigt. 1954 erwarb man die 1919 gebaute Dörte, die ab 1957 als Helga Wehr betrieben wurde. Ebenfalls im Jahr 1957 folgte der erste Neubau des Unternehmens, das zur Werftserie Typ A der Sietas-Werft zählende Küstenmotorschiff Jürgen Wehr. Mitte der 1960er Jahre betrieb die Reederei vier Schiffe und gründete 1967 zur Bereederung die Oskar Wehr KG in Hamburg-Altona.
1968 übernahm man von der Scheepswef Hoogezand in Bergum das erste Semicontainerschiff der Reederei, die 63 TEU tragende Janne Wehr, 1970 folgte mit der Hartford Express (184 TEU) ein etwas größeres Semicontainerschiff der Meyer-Werft und 1974 von der Sietas-Werft schließlich das erste 280-TEU-Vollcontainerschiff, das ebenfalls auf den Namen Janne Wehr getauft wurde. Ende der 1970er Jahre stieg die Reederei mit den RoRo-Schiffen Thomas Wehr und Gabriele Wehr in ein neues Gebiet der Frachtschifffahrt ein und begann, die vorher außer Haus durchgeführten Bereiche Befrachtung und Schiffsmaklerei selber zu bearbeiten. In den 1980er Jahren ersetzten größere Schiffe einige ältere und kleinere Einheiten, und ab Mitte der 1990er Jahre begann ein Flottenausbau, zu dem beispielsweise Serien von Containerschiffen der Typen Stocznia Szczecińska B-170 (neun Einheiten), CC 2500/Warnow CV 2500 (sechs Einheiten) oder VW 2500 (zwei Einheiten) gehörten. Ende der 1990er Jahre kam mit der Bereederung von vier Panamax-Massengutfrachtern ein weiterer Geschäftsbereich hinzu, der später durch weitere Massengutschiffe ausgebaut wurde.
Heute (Stand Ende 2023) betreibt die Reederei eine Flotte von 13 Massengutschiffen.
Etwa seit den frühen 1990er Jahren führen die Schiffe der Reederei Wehr beidseitig am Vorschiff einen weithin erkennbaren schrägen gelben Streifen bei blauem Rumpfanstrich.